# Chiesa dei Santi Pietro e Paolo (Saronno)
La basilica prepositurale dei Santi Pietro e Paolo è il duomo di Saronno, in provincia di Varese ed arcidiocesi di Milano; è a capo del decanato di Saronno.

## Storia
La prima citazione della parrocchiale di Saronno risale al 1169; si sa che era compresa nel vicariato foraneo di Nerviano. Anticamente dedicata a santa Maria, nel XVI secolo la chiesa venne ridedicata a san Pietro e successivamente a san Paolo, per volere dall'arcivescovo di Milano Carlo Borromeo. Mel 1583, l'arcivescovo Borromeo invitò la comunità di Saronno a rinnovare i decori della chiesa che si presentava molto disadorna.Nel 1761 i fedeli erano 2000, saliti a 2850 nel 1779. La parrocchiale venne riedificata su progetto di Giulio Galliori tra il 1772 e il 1783. Nel 1821 fu collocato l'organo maggiore, realizzato dalla ditta bergamasca Serassi. Tra il 1896 e il 1902 la chiesa venne ampliata su disegno di Paolo Cantù e, il 22 ottobre 1904, nuovamente consacrata dal cardinale Andrea Carlo Ferrari. Nel 1923 papa Pio XI concesse alla chiesa il titolo di "aggregata alla Basilica Vaticana". 
L'edificio fu decorato nel 1926.

## Descrizione

### Esterno
La chiesa si presenta dal classico orientamento liturgico con la facciata a ovest, e anticipata dall'ampio sagrato collegato al frontone da tre scalini. La facciata, in stile neoclassico, si sviluppa su due ordini. In quello inferiore sei lesene a colonne complete di basamento e coronate da capitelli ionici, dividono la facciata in cinque sezioni, ognuna completa d'ingresso di cui quello centrale di maggior misura. Tutti gli ingressi sono completi di paraste e architrave che reggono il timpano le cui forme si alternano dal triangolare a semicircolare, mentre la parte superiore ospita bassorilievi che raccontano la storia dei santi Pietro e Paolo, dando alla sezione ampio movimento. Sulle aperture secondarie sinistra: “Gesù che sceglie gli apostoli” e “San Pietro scelto da Gesù come pietra angolare della sua chiesa”, mentre in quelle di destra: “La caduta di san Paolo” e “Predicazione di san Paolo nell'areopago”.
In quello superiore, di misura inferiore, prosegue , infatti, solo con le quattro lesene centrali, sono presenti in due nicchie, le due grandi statue dei santi titolari, a sinistra san Pietro, e san Paolo a destra, mentre centrale una grande apertura atta a portare luce all'aula è completa di timpano triangolare dentellato.

### Interno
Opere di pregio custodite all'interno della chiesa sono la statua dell'Immacolata, originariamente posta nella chiesa di San Francesco, un crocifisso ligneo settecentesco, già nella soppressa chiesetta di San Cristoforo e ivi trasportato (da cui l'istituzione della tradizionale festa del Trasporto), e varie pale raffiguranti San Carlo, Sant'Ambrogio, l'Eterno Padre, dipinta probabilmente da Gaudenzio Ferrari, recentemente restaurato e riportato al primitivo splendore cromatico, e l'altare maggiore, completo dalla statua del Redentore opera del 1979.

### Organi a canne
Nelle due monumentali casse gemelle poste sulle cantorie ai lati del presbiterio si trovano altrettanti organi a canne: quello meridionale (lato sud o "in cornu epistulae", cioè alla sinistra del celebrante rivolto verso l'assemblea o alla destra della stessa rivolta all'altare) fu originariamente costruito dai Fratelli Serassi nel 1821, (poi ampliato nel 1862 da Antonio de Simoni-Carrera e da Vittore Ermolli nel 1902) mentre quello settentrionale (lato nord o "in cornu evangelii", cioè alla destra del celebrante rivolto verso l'assemblea) dal tedesco Paul Ott nel 1962 per una chiesa di Düsseldorf e ivi trasferito alla fine del 2021 dopo un restauro e altri lavori dii adattamento ad opera di Saverio Anselmi Tamburini.